# Alfonso Lovo Cordero
Alfonso Lovo Cordero (Danlí, Honduras; 11 de junio de 1927-Miami, Estados Unidos; 10 de mayo de 2018) fue un hombre de negocios, y político nicaragüense, ministro de Agricultura y Ganadería de 1967 a 1972 y después formó parte del triunvirato de la Junta Nacional de Gobierno (JNG) entre 1972 y 1974.

## Biografía
Alfonso Lovo Cordero nació en Danlí, Honduras, pues su madre Esperanza Cordero Núñez, casada con Alfonso Lovo Moncada, tuvo que salir del Ocotal por la toma de Sandino a esa población en 1927, en medio de fuego militar. Fue inscrito en el Ocotal, y por esa razón tiene la doble nacionalidad, pues es hijo de dos nicaragüenses, en tiempo de guerra. 
Descendiente de varias familias de políticos y militares antiguas como el general Concepción Moncada, abuelo del general José María Moncada, su tío que gobernó desde enero de 1929 a enero de 1933, como presidente de Nicaragua, liberal; de Salvador Machado quien gobernó brevemente en 1893, conservador; bisnieto de José Núñez, primer presidente de Nicaragua, quien gobernó cuatro periodos diferentes el último siendo el, 17 de noviembre de 1838 – 23 de abril de 1839. Lovo Cordero estudió en el Colegio Pedagógico de Diriamba, donde obtuvo su bachillerato, estudió inglés en Rochester New York, y luego ingeniería en Ithaca, New York, en la Universidad de Cornell. Regresó a Nicaragua y estudió leyes en la Universidad de León, donde obtuvo su doctorado y escribió su tesis sobre el Seguro Social. Era considerado un excelente estudiante, de grandes dotes intelectuales, por sus profesores y compañeros. También fue aficionado al béisbol amateur, y jugaba de pitcher en el equipo de León en los años 1950. 
Se casó con Teresita Blandón Velázquez, con quien tuvo cuatro hijos: Alfonso Lovo Blandón, dos hijos varones más y una hija.
Nunca ejerció su profesión de abogado y se dedicó a los negocios teniendo éxito económico como importador de tractores Massey Ferguson, camiones Ford Inglés, y luego la marca Isuzu, con su empresa Paisa. Perteneció a la J D de BANIC, CIA Nacional de Seguros, Financiera de la Vivienda S.A., INDESA, y otras. Fue uno de los fundadores del INDE, Instituto Nicaragüense de Desarrollo, que existe hasta hoy en día. 
En otras actividades extracurriculares en los años 60, fue Radio Aficionado, YN1LC, sus siglas, y llegó a ser Secretario General de la FRACAP. Su apodo, entre los radiolocos, era Un Loco Contento. También militó en el equipo de béisbol, Los Grifos. 
Políticamente se afilió al Partido Liberal Nacionalista, (PLN) controlado por la familia Somoza, y Anastasio Somoza García quien fue asesinado por Rigoberto López Pérez, y enterrado el 2 de octubre de 1956. 
Cuando el hijo menor de este, el general Anastasio Somoza Debayle, asumió la presidencia de la república de Nicaragua, el 1 de mayo de 1967, lo nombró ministro de Agricultura y Ganadería, cargo que desempeñó hasta el 1 de mayo de 1972. Fue la época que Nicaragua estuvo en la cima estadística como productora y exportadora de Algodón, logrando altas producciones por hectárea. En ganadería, carne, granos básicos era Nicaragua era considerada el Granero de Centroamérica. Lovo utilizó sus conocimientos en agricultura y entomología para crear el primer programa nacional de Control Biológico de las plagas del Picudo del Algodón y la Mosca Mediterránea de la fruta, que fueron erradicadas, y en la ganadería, implementó la inseminación artificial a nivel nacional muchos años antes de que esto fuera mundialmente utilizado. También fue activo en detener la expansión de la fiebre Aftosa, a Centroamérica, en el Tapón del Darién en Panamá. Fue uno de los promotores de OIRSA, Organismo Internacional Regional de Sanidad Agropecuaria, y participó en la reunión de la FAO en Roma en los años 60 como presidente de la conferencia. 
El 28 de marzo de 1971 se firmó en la Sala Mayor del Teatro Nacional Rubén Darío (TNRD) el pacto Kupia-Kumi entre Somoza Debayle -por el PLN- y el doctor Fernando Agüero Rocha -por el opositor Partido Conservador (PC)- para que el primero dejará el poder al año siguiente para ser reelegido en 1974 y formar un triunvirato conocido oficialmente como la Junta Nacional de Gobierno de los cuales 2 de sus miembros serían del PLN y 1 del PC. Tras las elecciones legislativas del 5 de febrero de 1972, en las que el pueblo eligió una Asamblea Nacional Constituyente que redactará una nueva Constitución que entraría en vigencia en 1974, Somoza entregó el poder a la junta el 1 de mayo de ese año que formaron el doctor Lovo Cordero y el general Roberto Martínez Lacayo por el PLN y el doctor Agüero por el PC.
El 23 de diciembre del mismo año un terremoto de 6.2 grados en la escala Richter destruyó la capital Managua y el general Somoza ejerció de facto el poder tras la JNG (conocida popularmente como la pata de gallina) como Jefe Director de la Guardia Nacional (GN). El 1 de marzo de 1973 renunció Agüero y el doctor Edmundo Paguaga Irías fue nombrado en su lugar; le entregaron el poder a Somoza el 1 de diciembre de 1974.
Por ser exgobernantes Lovo y Martínez junto con el doctor Lorenzo Guerrero Gutiérrez (que siendo vicepresidente sucedió a René Schick Gutiérrez como Presidente de la República cuando éste murió el 3 de agosto de 1966) se convirtieron en senadores del Congreso Nacional.
En 1979, tras la Revolución Sandinista que derrocó a Somoza, cambio todo el panorama económico por muchos años, y Nicaragua se convirtió en un país muy pobre, el segundo después de Haití, en América, por el mal manejo de sus recursos. En esa época, Lovo Cordero se exilió en New Orleans, Luisiana, Estados Unidos, trabajando en consultoras internacionales, y luego en Miami, Florida, donde trabajó en la empresa ALCOR International Consultants, sobre productos agrarios y farmacéuticos. Posteriormente fue nombrado director de Demegen, Inc.
Es considerado el 'Patriarca' de los exgobernantes del Partido Liberal Nacionalista, y se dedica a escribir artículos sobre política, economía, y tiene especial interés la genealogía de la familia Lovo, de origen italiano, según su indagación histórica. De acuerdo a la genealogía de su familia, los Lovo de Centroamérica son descendientes del inmigrante italiano a Nicaragua Valeriano Lovo Giuriato, nacido en Castelgomberta, Vicenza, Veneto, Italia. Su familia se ha extendido en los Estados Unidos, donde tiene ya nietos y bisnietos de acuerdo con la última genealogía de los Lovo, que el mismo ha ayudado a desarrollar.